# Oğuzeli
Oğuzeli là một huyện thuộc tỉnh Gaziantep, Thổ Nhĩ Kỳ. Huyện có diện tích 681 km² và dân số thời điểm năm 2007 là 26897 người, mật độ 39 người/km².